# Pavol Mária Hnilica
Pavol Mária Hnilica, né le 30 mars 1921 à Uňatín (Slovaquie) et mort le 8 octobre 2006 à Nové Hrady (République tchèque), est un prêtre jésuite consacré évêque en Tchécoslovaquie dans la clandestinité avant de devoir s'exiler en Italie où il reçoit le siège titulaire de Rusadus. Promoteur d'apparitions mariales controversées, il est également mis en cause dans des affaires de malversations financières.

## Biographie

### Prêtre et évêque dans la clandestinité
Pavol Mária Hnilica est né le 30 mars 1921 à Uňatín dans l'archidiocèse de Trnava situé dans la partie slovaque de l'ancienne Tchécoslovaquie. Entré chez les Jésuites, il est ordonné prêtre le 29 septembre 1950. La répression du régime communiste contre l’Église catholique est particulièrement dure : 2000 prêtres sont envoyés en camps de travail la même année. « La hiérarchie décapitée ou déportée, les consécrations deviennent clandestines. » C'est dans ces conditions que trois mois plus tard, Pavol Hnilica aurait été clandestinement consacré évêque le 2 janvier 1951. Sa consécration derrière le rideau de fer est douteuse. Au moment où il est mis en cause par la justice italienne en 1989, des prélats font observer que la date et le lieu de sa consécration sont absents de l'Annuaire pontifical,,. Ses activités sont connues de la police communiste et il doit s'exiler à l'Ouest à l'automne 1951.  

### Soutien en faveur des églises de l'Est
Il se rend alors à plusieurs reprises au sanctuaire des apparitions de Fatima au Portugal où il rencontre l'une des voyantes, sœur Lucie. Privé de diocèse, il est nommé par Paul VI évêque titulaire de Rusadus le 13 mai 1964,. En 1968, au moment de l'invasion de la Tchécoslovaquie par les forces armées du Pacte de Varsovie, il crée l'association Pro Fratribus, dont le siège est à Vienne, destinée à venir financièrement en aide aux églises catholiques d'Europe de l'Est. Un institut religieux est fondé : La Famille de Marie co-rédemptrice, qui essaime jusqu'en Russie. L'institut est l'ancêtre de la Famille de Marie, refondée deux décennies plus tard en 1990. L'organisation Pro Fratribus, renommée Pro Deo et Fratribus, aurait dans les années 1980 servi au transfert de sommes d’argent considérables vers la Pologne (en faveur du syndicat Solidarność) et divers pays d’Amérique latine afin d'y soutenir l'opposition anticommuniste. Selon le journaliste David Yallop, le syndicat polonais n'aurait cependant jamais vu la couleur de la centaine de millions de dollars collectée.      

### Propagandiste de prétendues apparitions mariales
À partir de 1984, Pavol Hnilica fréquente assidûment le sanctuaire de Medjugorje où la Vierge apparaîtrait depuis 1981. En se prévalant de la confiance de Jean-Paul II, il y multiplie les prises de parole publiques en faveur des apparitions au grand dam de l’évêque du lieu, Pavao Žanić, qui ne les reconnaît pas. Les franciscains, qui entourent et conseillent les voyants, reçoivent une part importante des donations réunies par Hnilica au profit de la lutte anticommuniste. L'argent est « recyclé » à Medjugorje avant de partir aux États-Unis vers des destinataires inconnus. Les transferts de fonds cessent provisoirement avec la guerre en Yougoslavie qui éclate au début des années 1990,.
Avec l’arrêt des grands pèlerinages à Medjugorje en raison du conflit yougoslave, Pavol Hnilica se concentre sur les États-Unis où il se fait l’apôtre des apparitions au gré de tournées de conférences à travers le pays. C'est ainsi qu'il rencontre, par l'entremise de son secrétaire particulier, Luciano Alimandi, l'américaine Theresa Lopez au début de l'année 1992 à Colorado Springs. Escroc notoire, auteure de plusieurs fraudes à l'assurance, Theresa Lopez s'était elle-même rendue un an auparavant à Medjugorje en mars 1991. À son retour, elle prétend avoir elle aussi des apparitions de la Vierge. Theresa Lopez et Hnilica s'associent dans la promotion des visions dont elle serait gratifiée au sanctuaire de sainte Françoise-Xavière Cabrini, dans la ville de Golden située à une trentaine de kilomètres de Denver. Les prétendues apparitions de Theresa Lopez attirent une foule de fidèles et de prêtres friands de merveilleux dans ce nouveau Medjugorje américain. Occasion est donnée à Hnilica de collecter des millions de dollars en faveur des victimes de la guerre dans l'ex-Yougoslavie, jusqu'à diffuser, afin d'apitoyer les fidèles américains, l'existence d'un terrible massacre, inventé de toutes pièces, dans la ville de Makarska, située dans la partie croate épargnée par les combats, et non en Bosnie comme allégué. La destination réelle des fonds demeure incertaine. L'aventure prend fin en février 1994 avec le jugement négatif de l’évêque de Denver, James Francis Stafford, sur les prétendues apparitions de Theresa Lopez.  
Hnilica se fait alors le promoteur des apparitions d'Amsterdam. Il joue de son influence auprès de Joseph Maria Punt, évêque de Haarlem, qui reconnaît leur authenticité le 31 mai 2002. La Congrégation pour la doctrine de la foi les déclarera cependant en 2020 dépourvues de tout caractère surnaturel. 

### Refondation de la Famille de Marie en 1990
Avec la chute des régimes communistes en Europe, l'organisation Pro Deo et Fratribus perd sa raison d'être. Pavol Hnilica la reconstitue cependant sous le nom de la Famille de Marie, sur les cendres de l'Œuvre du Saint-Esprit (OSS), dissoute en 1990 par le Vatican, qui avait été cofondée en 1972 par Gebhard Paul Maria Sigl et Joseph Seidnitzer (de), pédocriminel condamné à de multiples reprises en Autriche. L'année de la reconnaissance canonique de la Famille de Marie, en 1992, Hnilica ordonne à Fátima, discrètement et à la hâte, cinq membres venant de l'OSS, qui n'étaient passés par aucun séminaire, dont son secrétaire particulier Luciano Alimandi, et Gebhard Paul Maria Sigl, tous les deux ayant déjà officié comme prêtres au sein de l'OSS, sans avoir été ordonnés. La famille de Marie accueille dans ses rangs à Rome Theresa Lopez, qu'Hnilica continue d'emmener, malgré la condamnation de l'évêque de Denver, dans des retraites spirituelles pour riches catholiques. En raison de ses graves dérives sectaires, la Famille de Marie sera mise sous tutelle en 2022.    

### Inculpation dans l'affaire de la mallette de Roberto Calvi
En 1989, Hnilica est trouvé en possession de documents des services secrets italiens (SISMI) portant sur les derniers jours de Roberto Calvi, membre de la loge P2, avant son assassinat à Londres en 1982 dans des circonstances obscures après la faillite de la Banco Ambrosiano,. En 1993, Hnilica est jugé aux côtés des maffiosi Flavio Carboni (it) et Giulio Lena. Il est condamné en première instance à trois ans et demi de prison avec sursis pour le recel de la mallette de Roberto Calvi. Il avait versé 1,35 million de francs suisses provenant de son œuvre Pro Deo et Fratribus en échange de documents détenus par Flavio Carboni, bras-droit de Licio Gelli, grand maître de la loge P2, destinés à le mettre hors de cause dans le blanchiment de fonds disparus qui proviendraient de la mafia,,. Le jugement est cassé pour vice de forme et Hnilica est finalement relaxé en appel en mars 2000,.
Pavol Hnilica meurt le 8 octobre 2006 à Nové Hrady en République tchèque.